# 시그너스 솔루션스
시그너스 솔루션스(Cygnus Solutions)는 처음에 시그너스 서포트(Cygnus Support)라는 이름으로 1989년 존 길모어, 마이클 티먼 및 데이비드 헨켈-월리스가 자유 소프트웨어에 대한 상업적 지원을 제공하기 위해 설립했다. 슬로건은 "자유 소프트웨어를 저렴하게 만들다"였다.
수년 동안 시그너스 솔루션스 직원들은 GNU 디버거와 GNU 바이너리 유틸리티(GNU 어셈블러와 링커를 포함)를 비롯한 여러 핵심 GNU 소프트웨어 제품의 유지보수자였다. 또한 GCC 프로젝트의 주요 기여자였으며, 프로젝트 관리가 단일 게이트키퍼 방식에서 독립 위원회 방식으로 바뀌는 데 주도적인 역할을 했다. 시그너스는 BFD를 개발했으며, 이를 활용하여 GNU를 여러 아키텍처에 포팅하는 데 도움을 주었고, 여러 경우 기밀 유지 하에 새로운 칩 설계를 위한 소프트웨어의 초기 구동에 사용되는 도구를 생산했다.
시그너스는 또한 마이크로소프트 윈도우 운영체제 계열을 위한 POSIX 계층이자 GNU 툴킷 포트인 시그윈과 임베디드 실시간 운영체제인 eCos의 최초 개발사이기도 하다.
2001년 다큐멘터리 영화 레볼루션 OS에서 티먼은 "시그너스"라는 이름이 "매그넘", "윙넛", "러그넛"과 같이 "GNU" 약어를 포함한 여러 이름 중에서 선택되었다고 밝혔다. 스탠 켈리-부틀에 따르면, 시그너스는 "Cygnus, your GNU Support"로 재귀적으로 정의되었다.
1999년 11월 15일, 시그너스 솔루션스는 레드햇과의 합병을 발표했고, 2000년 초에 독립 회사로서의 존재를 중단했다. 2007년 기준 기준으로, 티먼을 포함한 여러 시그너스 직원들은 레드햇의 오픈 소스 담당 부사장으로 재직 중이며, 이전에는 CTO를 역임했다.